# 鈴木博 (競艇選手)
鈴木博（すずき ひろし、1969年9月1日-）は、日本の競艇選手（ボートレーサー）。
埼玉県出身。埼玉支部所属。登録番号は3412。64期。同期には松井繁、服部幸男などがいる。

## 来歴
1989年デビュー。2014年4月20日、ボートレース平和島第5レースにて通算1500勝を達成。

## SG・G1優勝歴

### SG
- なし

### G1
- なし